# Kievs nationella I. K. Karpenko-Kary universitet för teater, film och television

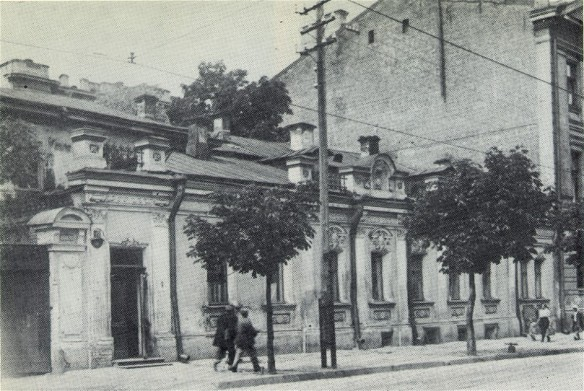
Lysenko musik- och teaterskola

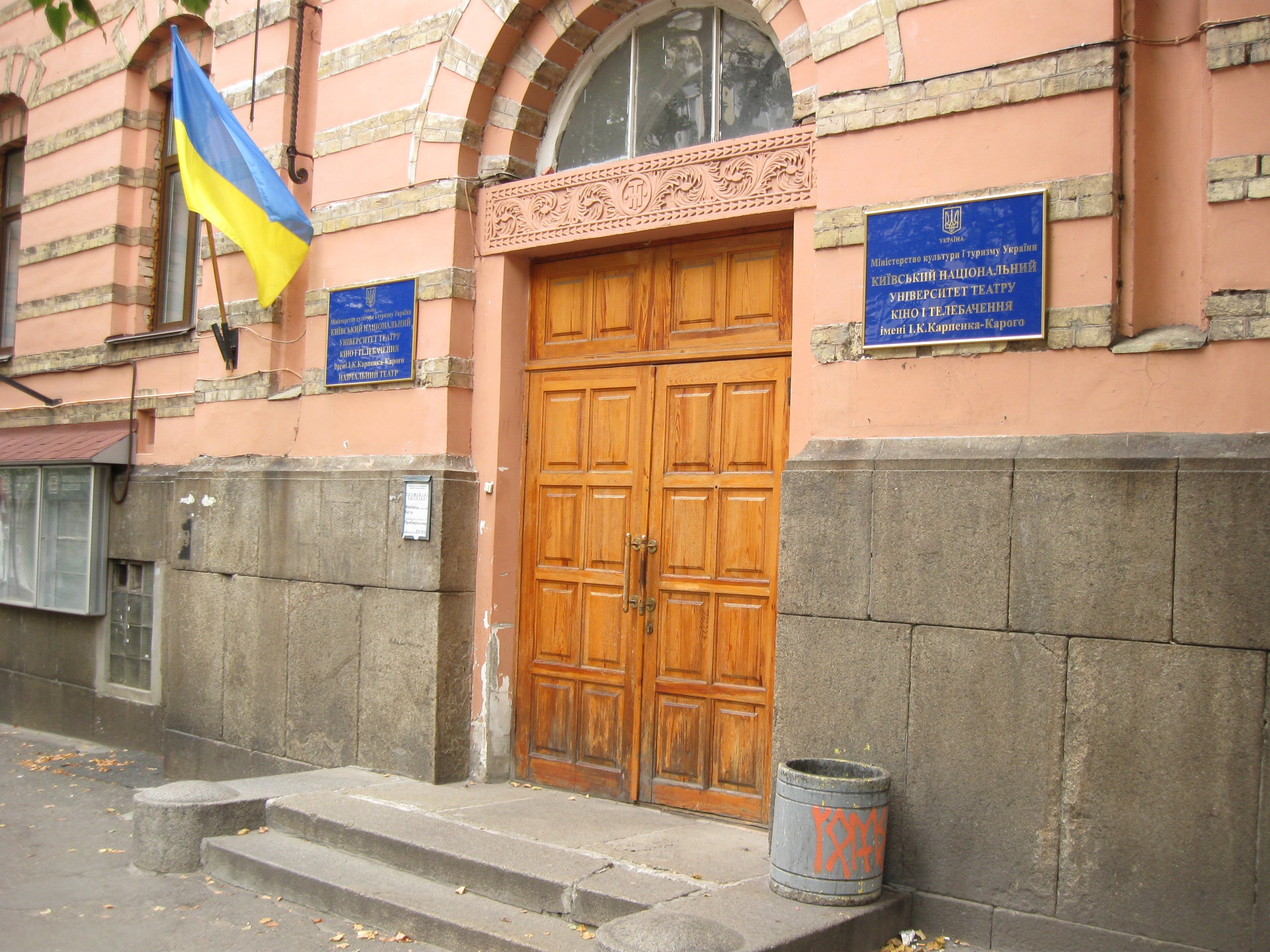
Huvudentré

Kievs nationella I. K. Karpenko-Kary universitet för teater, film och television (ukrainska: Ки́ївський націона́льний університе́т теа́тру, кіно́ і телеба́чення і́мені Іва́на Ка́рповича Карпе́нка-Ка́рого) är det nationella universitetet som specialiserar sig uteslutande på scenkonst och ligger i Kiev, Ukraina. Det är en tvärvetenskaplig institution som inkluderar en avdelning för teaterkonst och institutet för skärmkonst. Universitetet har fyra campus runt staden Kiev och ett separat studenthem. Universitetets tillförordnade rektor är Inna Kocharyan.

## Historia

### Lysenko musik- och teaterskola
Institutionens historik sträcker sig tillbaka till den 5 mars 1899 då den officiellt registrerades hos det ryska inrikesministeriet som en musik- och dramaskola. Trots registreringen öppnades skolan inte förrän i september 1904. Den 7 november 1912 omvandlades skolan och antog namnet Lysenko Music and Drama School till minne av dess första direktör, Mykola Lysenko. Initiativtagare till skolans grundande var Mykola Levytsky och Mykhailo Starytsky, den senare var svärfar till Ivan Steshenko.
Skolans första etablering skedde i den byggnad som tillhörde professorn och psykiatern I. Sikorsky och låg på 15 Velyka Pidvalna Street (nuvarande Yarslaviv Val). Efter Mykola Lysenkos bortgång övertogs rollen som ordförande för skolan av O. Vonsovska, som även var skolans violininstruktör. Senare övertogs rollen av Maryana Lysenko, en framstående pianist och dotter till M. Lysenko.
Under 1980-1990-talet introducerade Kievs nationella I. K. Karpenko-Kary universitet för teater, film och television, för första gången i Ukraina specialiseringar som "koreografi", "annonsör och presentatör av TV-program", "ljudteknik" samt "cirkusdirektion". År 2003 utökades utbildningsutbudet ytterligare med specialiseringen "skådespelare i marionetteatern".

### Aktuell status
Den 18 april 2003 antogs ett dekret från Ukrainas ministerkabinett, vilket resulterade i en namnändring av institutionen. Kievs statliga institut för teaterkonst, uppkallat efter I.K. Karpenko-Kary, omvandlades och fick det nya namnet Kievs nationella I. K. Karpenko-Kary universitet för teater, film och television, även detta uppkallat efter I.K. Karpenko-Kary. Denna omvandling markerar en betydande utveckling i institutionens struktur och syfte.
I personalen vid Kievs nationella I. K. Karpenko-Kary universitet för teater, film och television, uppkallad efter I.K. Karpenko-Kary, ingår för närvarande 188 heltidsanställda lärare. Bland dessa återfinns 11 doktorer i vetenskap och professorer, 27 professorer utan doktorsexamen, 67 kandidater i vetenskap och biträdande professorer, samt 14 folkets konstnärer, 20 hedrade figurer inom konsten, en hedrad arbetare inom vetenskap och teknik, 10 hedrade konstnärer, tre hedrade arbetare inom kultur, och en hedrad arbetare inom allmän utbildning. Dessutom har 15 akademiker, 12 korresponderande medlemmar och en hedersmedlem av Ukrainas konstakademi examinerats från universitetet under olika år och arbetar aktivt.
Kievs nationella I. K. Karpenko-Kary universitet för teater, film och television fungerar som en framstående utbildningsinstitution och erbjuder en omfattande utbildning inom olika licensierade kreativa specialiteter och specialiseringar. Universitetet tillhandahåller utbildning, metodik, forskning och yrkesutbildning inom två huvudfakulteter: teaterkonst och film- och TV-konst. Utbildningen ges i olika format, inklusive heltids-, kvälls- och korrespondensutbildning. För att organisera och övervaka dessa aktiviteter ansvarar universitetet för ett akademiskt råd, administration, tre dekanuskontor, fjorton avdelningar, en utbildningsteater och ett utbildningsfilm- och TV-komplex.

## Personer med koppling till universitetet
- Bohdan Benjuk, teater- och filmskådespelare[6]
- Elina Bystritskaja, skådespelare
- Mila Andriiash, TV- och filmproducent
- Rajisa Nedasjkivska, skådespelare
- Bohdan Stupka, skådespelare
- Vladimir Bortko, filmregissör
- Vladimir Vilner, filmregissör